# Першинська сільська рада (Білозерський район)
Пе́ршинська сільська рада (рос. Першинский сельский совет) — сільське поселення у складі Білозерського району Курганської області Росії.
Адміністративний центр — село Першино.
Населення сільського поселення становить 920 осіб (2017; 987 у 2010, 1194 у 2002).

## Склад
До складу сільського поселення входять:
| Населений пункт     | Населення, осіб (2002) | Населення, осіб (2010) |
| ------------------- | ---------------------- | ---------------------- |
| Бунтіна, присілок   | 140                    | 102                    |
| Першино, село       | 734                    | 638                    |
| Тебеняк, присілок   | 115                    | 83                     |
| Тюменцева, присілок | 205                    | 164                    |